# 21 cm Mrs.16
lg. 21 cm Mrs. (полное официальное наименование:  нем. langer 21 cm Mörser — «21-см удлинённая мортира», иногда упоминается как 21 cm Mrs. 16) — 211-мм германская тяжёлая мортира обр. 1916 года, времен Первой мировой войны. Представляла собой длинноствольную модификацию мортиры 21 cm Mrs. обр. 1910 года.
Разработана на предприятии «Friedrich Krupp AG» и производилась на собственном заводе в городе Эссен с 1916 года. Главная боевая задача — уничтожение хорошо укреплённых позиций, в первую очередь фортификационных сооружений. Участвовала в боевых действиях во время двух мировых войн.
Запирание канала ствола осуществлялось горизонтальным клиновым затвором. Система имела гидравлические тормоза отката.
Лафет подвижной, колёсный. Колёса сделаны из стали, со внутренней стороны смонтирован диск для передвижения по направляющим. Оснащались широкими дубовыми пластинами, обрамленными для жёсткости металлической рамкой для уменьшения давления на почву.
В 1916 году, в начале боевого применения, lg. 21 cm Mörser транспортировалась в разобранном на две части состоянии (лафет и ствол, каждый на отдельных тележках) с помощью лошадиной тяги. Допускалась перевозка мортиры в боевом (неразобранном) состоянии на небольшие расстояния. Поначалу обычно использовали только конную тягу, однако в 1917 появилась возможность применять и механическую тягу — был разработан и внедрён в производство артиллерийский тягач «Krupp-Daimler» с бензиновым двигателем мощностью 100 л.с. При собственной массе 8000 кг этот тягач мог буксировать прицепы общей массой до 10 000 кг с максимальной скоростью 36 км/ч. Поскольку такой тягач мог буксировать мортиру в собранном виде, фирма «Friedrich Krupp AG» разработала её вариант, специально предназначенный для буксировки механической тягой с большой скоростью. При этом сохранялась возможность транспортировки мортиры в виде двух тележек с использованием конной тяги.
В 1934—1935 годах проведена очередная модернизация — с мортиры снят щит, разбираемая тележка стала неразборной. Также было установлены рессоры на ходовую часть, колёса нового образца с литыми резиновыми ободами, усовершенствованы прицепные устройства - всё это увеличило скорость буксировки тележки — с 7-8 до 20 км/ч.
Обслуживающий расчёт мортиры был внушительным — 14-15 солдат.